# Григорьев, Геннадий Геннадьевич
Генна́дий Генна́дьевич Григо́рьев (род. 22 ноября 1963, пос. Черлак, Омская область) — российский драматург, журналист, поэт, пишущий под литуратурным псевдонимом Григо́рий Его́ркин. Лауреат многочисленных российских и международных премий в области драматургии и журналистики. До 2008 года включительно жил в г. Магнитогорске, работал собственным корреспондентом газеты «Челябинский рабочий». В данный момент (сентябрь 2011) живет в Челябинске и работает заместителем редактора отдела новостей той же газеты.

## Биография
- 1963, 22 ноября — родился в посёлке Черлак (Омская область)
- окончил факультет журналистики Уральского государственного университета
- 2006 — стал дипломантом конкурса современной пьесы на III Всероссийском фестивале имени Александра Володина с пьесой «Брейкпоинт». Участвовал в IV международном конкурсе драматургов «Евразия-2006» (г. Екатеринбург). Пьеса «Брейкпоинт» участвовала в фестивале «Любимовка» (г. Москва).
- 2007 — удостоен 3-й премии на V международном конкурсе драматургов «Евразия-2007» (г. Екатеринбург). Участвовал в Международном конкурсе современной драматургии «Свободный театр».

## Литературная деятельность
Пьесы и стихи Григория Егоркина печатались в журналах «Урал», «Современная драматургия», «Уральская новь», «Москва», «Станиславский».

### Пьесы
- Deus ex machina (моноспектакль)
- N.B. Хроника забытого острова (антиисторические арабески в 2-х частях)
- Брейкпоинт
- Вальс для фрау капитан (драма)
- Встреча после проводов (пьеса в двух действиях)
- Гланды (страда в трёх картинах, с прологом и эпилогом)
- Жалко сожжённую заживо Жанну (трёхуровневая аркада для начинающих)
- Путём прямого голосования (собрание акционеров с одним антрактом)
- Три сценических эскиза на заданную тему
- Ящик (креативное шоу без перерыва на буфет)

### Публикации
1. Вальс для фрау капитан (драма). — «Уральская новь» (Челябинск), 2004, № 19. — Веб-ссылка
2. Встреча после проводов (пьеса в двух действиях). — «Уральская новь» (Челябинск), 2004, № 20. — Веб-ссылка
3. Мужские казённые игры (стихи). — «Москва» (Москва), 2005, № 5.
4. Отсчитывая время сердцем (о В. Шерстнёве). — Шерстнёв В. Опалённые войной-2. — Магнитогорск, 2006, с. 2—3.
5. NB. Хроники забытого острова (пьеса). — «Авторы и пьесы» (Москва), 2006, № 3.
6. Ящик (креативное шоу без перерыва на буфет). — «Южный Урал» (Челябинск), 2007, № 5, с. 229—257.

## Награды
- Премия конкурса «Долг. Честь. Достоинство», учрежденного Федеральным агентством по культуре и кинематографии совместно с журналом «Современная драматургия» — за пьесу «Встреча после проводов»
- 3-я премия в номинации «Большая сцена» V международного конкурса драматургов «Евразия-2007» (г. Екатеринбург) — за пьесу «Путём прямого голосования»
- Премия «Тагильская находка»
- Премия Фонда им. В. Розова
- Знак «За отличие в службе» (за серию репортажей из Грозного и Аргуна)
- Премия Союза журналистов Челябинской области (за серию репортажей из Грозного и Аргуна)